# Myrica rubra
Fraise chinoise, Yangmei, Yamamomo
Espèce
Classification phylogénétique

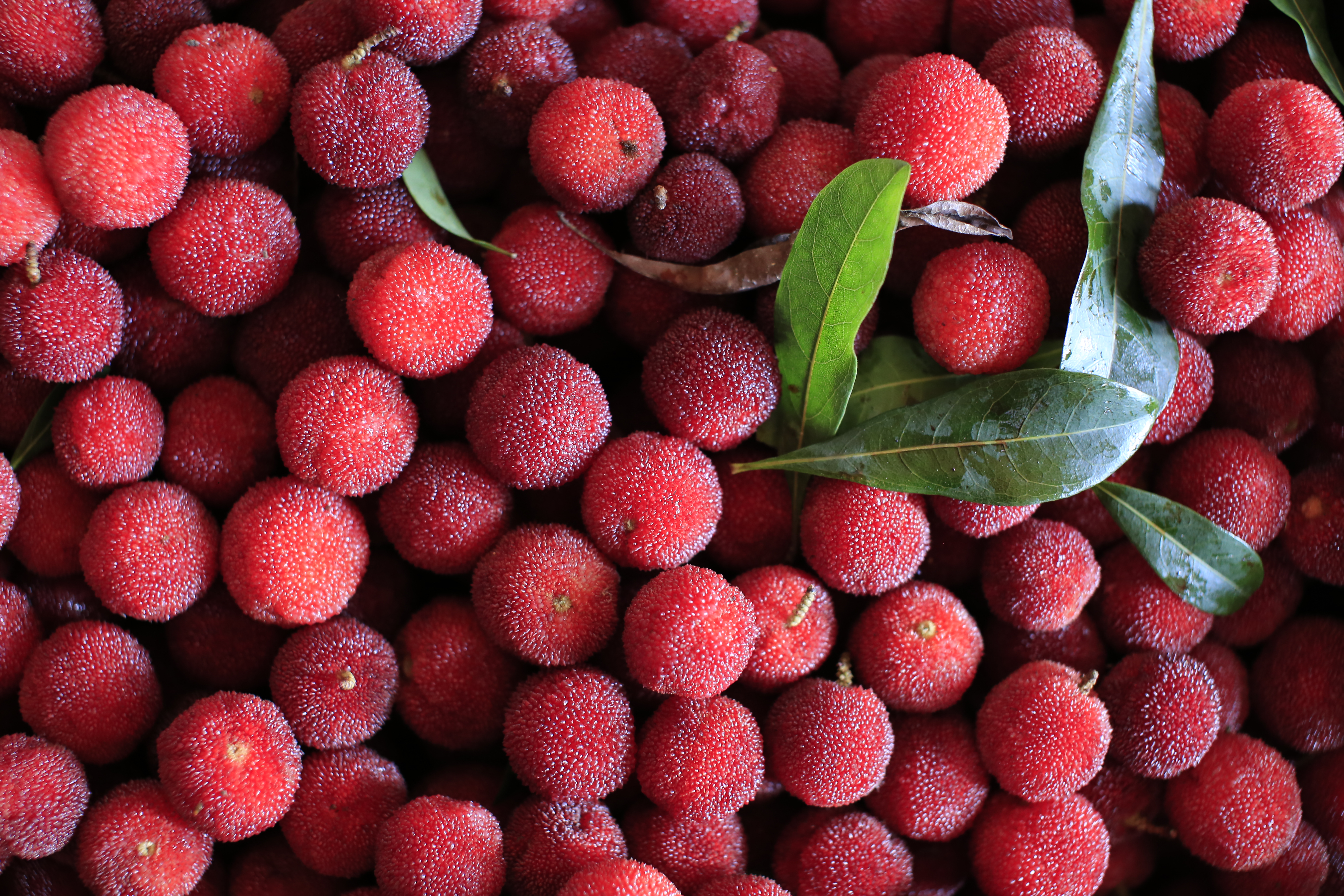
Fruits de myrica rubra

Myrica rubra, aussi appelé yangmei (Chinois : 杨梅 ; pinyin : yángméi ; Cantonais : yeung4 mui4 ; Shanghaien : [jɑ̃.mɛ], littéralement, « prune du peuplier »), yamamomo (Japonais : yamamomo ; kanji : 山桃 ; katakana : ヤマモモ, littéralement, « pêche de montagne »), fraise chinoise, Japanese Bayberry, Red Bayberry, ou Chinese strawberry tree, mûre de Virginie, ou faussement Waxberry, est un arbre subtropical cultivé pour ses fruits comestibles, sucrés, de couleur violet à pourpre foncé.
Ce petit arbre atteint la taille de 10 à 20 mètres, supporte les sols acides, et ses racines dépassent rarement 60 centimètres de profondeur.
Le fruit, sphérique, de 1,5 à 2,5 centimètres de diamètre, est bosselé. La couleur superficielle est généralement un rouge profond brillant, mais susceptible de varier du blanc au pourpre. La couleur interne est de même teinte plus légère. La chair est sucrée ; sa saveur et sa texture sont similaires à celles du litchi, mais elle a un léger arrière-goût acidulé.
La graine centrale occupe la moitié du volume.
L'arbre est originaire du sud-est asiatique, chinois principalement. Sa culture en Chine, vieille de 2000 ans, se concentre au sud du Yangtze, sur des pentes et dans des vallées montagneuses, entre 100 et 1 500 mètres : Fujian, Guangdong, Guangxi, Guizhou, Hainan, Hunan, Jiangsu, Jiangxi, Sichuan, Yunnan, et Zhejiang. Il a été naturalisé à Taïwan, au Japon, en Corée, aux Philippines.
Il est d'usage ornemental dans les rues, les parcs et les jardins.
On a pu développer certains cultivars à gros fruits, jusqu'à 4 cm de diamètre.
La consommation des fruits frais se double de la consommation des fruits séchés, en conserve, conservés dans le baijiu (alcool chinois), ou fermentés pour fabriquer des boissons alcoolisées. Les fruits secs sont souvent préparés à la manière Huamei. Le jus est commercialisé dans l'UE. L'écorce est utilisée pour la teinture. Les baies sont mûres à la mi-juin.
L'arbre et le fruit ne doivent pas être confondus avec l'arbousier (Arbutus unedo), bien que son nom commercial soit souvent arbouse. La « fraise chinoise » a un seul gros noyau, alors que l'arbouse contient plusieurs graines.

## Synonymes
- Morella rubra Lour.
- Myrica rubra var. acuminata Nakai